# Ceyhan (district)
Pour les articles homonymes, voir Ceyhan.
Ceyhan (prononcé [ d͡ʒɛj'hɑn]) est un district situé dans la province d'Adana en Turquie sur le fleuve Ceyhan d'où la ville tire son nom. Au recensement de 2007, la population de la ville s'élève à 158 459 habitants dont 103 800 urbains.

## Économie
La ville est un important port sur la mer Méditerranée. Elle est le lieu d'aboutissement de l'oléoduc Bakou-Tbilissi-Ceyhan qui achemine le pétrole brut du champ d'Azeri-Chirag-Guneshli sur la mer Caspienne.

## Culture et patrimoine
Plusieurs sites d'intérêt peuvent être visités :
- le caravansérail de Kurtkulağı, commandité par Hüseyin Paşa et construit en 1659 par l'architecte Mehmed Ağa ;
- Yılan Kale : Un château perché sur un éperon rocheux, construit au XIIe siècle, pendant la période des croisades, afin de contrôler la plaine de Cilicie et les routes commerciales vers l'est ;
- le château de Tumlu Kale ou Dumlu Kale.